# 센조지키역 (아오모리현)
센조지키역(일본어: 千畳敷駅)은 일본 아오모리현 니시쓰가루군 후카우라정에 위치한 동일본 여객철도 고노 선의 철도역이다. 단선 승강장 1면 1선의 구조를 갖춘 지상역이다.

## 역 주변
- 국도 제101호선
- 쓰가루 국정공원
- 후카우라 해안

## 역사
- 1954년 7월 7일 : 센조지키 가정류장으로서 개업.
- 1969년 10월 1일 : 센조지키 임시 승강장으로 격상.
- 1987년
  - 4월 1일 : 일본국유철도 분할 민영화에 의해, 동일본 여객철도가 승계.
  - 10월 1일 : 상설역으로 격상, 센조지키역으로 변경.

## 인접 역
| 동일본 여객철도 고노 선  | 동일본 여객철도 고노 선 | 동일본 여객철도 고노 선    |
| ------------------------ | ----------------------- | -------------------------- |
| 오도세 히가시노시로 방면 | 고노 선                 | 기타카네가사와 가와베 방면 |